# 香港正形設計學校

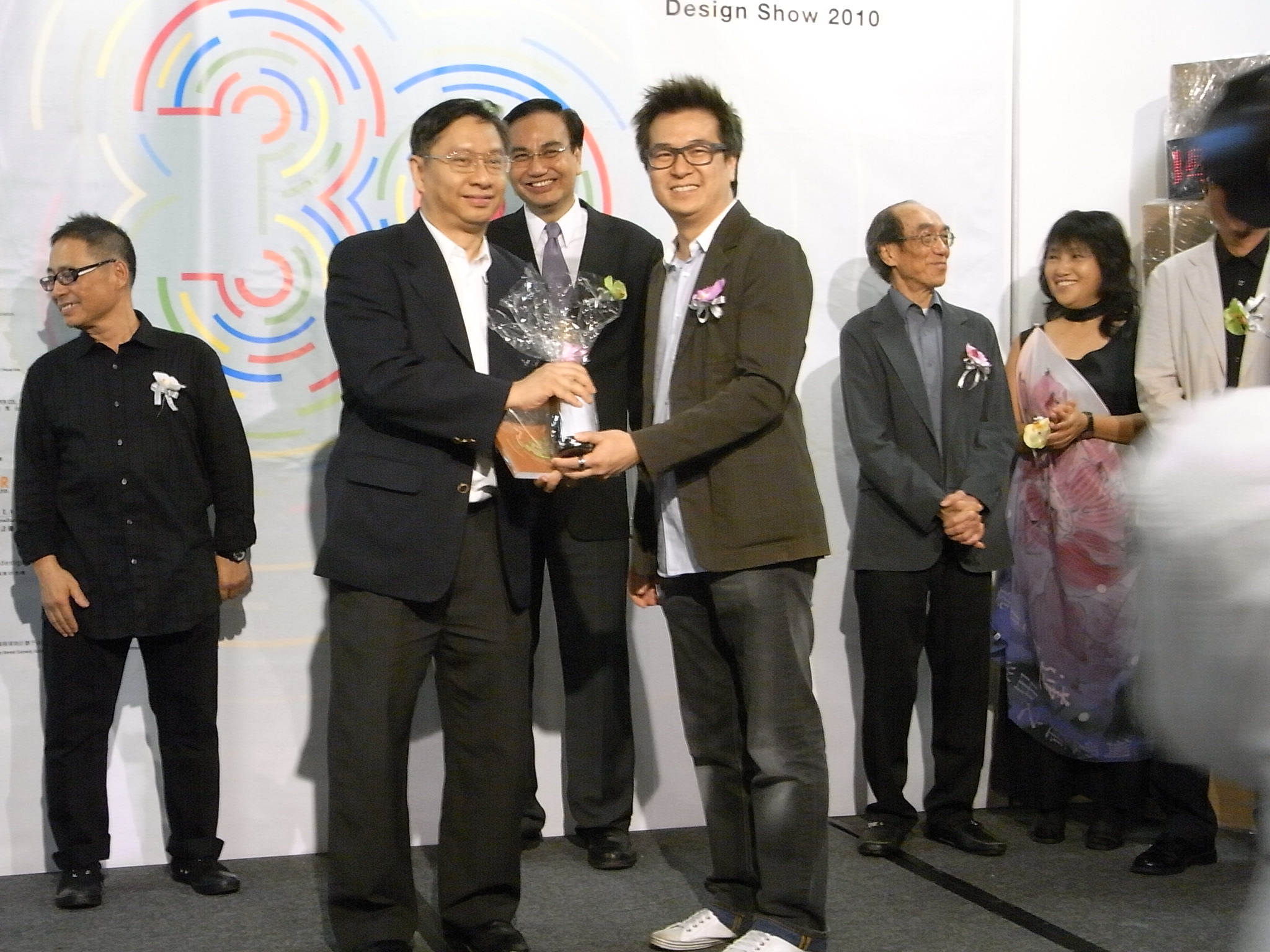
2010年正形學生畢業展

香港正形設計學校（Hong Kong Chingying Institute of Visual Arts），是香港一間私立設計學校，於1980年成立，由香港第一代設計藝術家王無邪、靳埭強、韓秉華等創辦。學校在2010年結束營辦，歷任校董還包括王緯彬、梁巨廷、蘇敏儀、黃海濤。
當年香港正形設計學校為對設計、藝術方面有興趣的青年提供進修全日制、半日制和夜間課程。學校曾在香港島灣仔軒尼詩道守時商業大廈營運，但於2000年後搬入香港島柴灣柴灣道238號青年廣場。

## 外部連結
- 香港正形設計學校官方網站 （页面存档备份，存于）